# Parc national de Zombitse-Vohibasia
Le parc national de Zombitse-Vohibasia est un parc national situé dans le Sud-Ouest de Madagascar, à 147 km au Nord-Est de Toliara (Tuléar) dans la région Atsimo-Andrefana. Il a été créé en 1997.
Il a une surface de 36 308 ha, réparti en trois parcelles :
- la forêt de Zombitse (16.845 ha) ;
- les sites de l'Isoky Vohimena de (3 293 ha) ;
- Vohibasia (16.170 ha).

Les ethnies dominantes sont les Mahafaly et les Tandroy.
Le parc national de Zombitse-Vohibasia est actuellement géré par Madagascar National Parks, et une partie du financement est assurée par la Fondation pour les Aires Protégées et la Biodiversité de Madagascar (FAPBM).

## Faune
Le parc abrite huit espèces de lémuriens, 47 % des oiseaux endémiques de Madagascar, donc une espèce locale (Xanthomixis apperti).